# 나는 고발한다…!

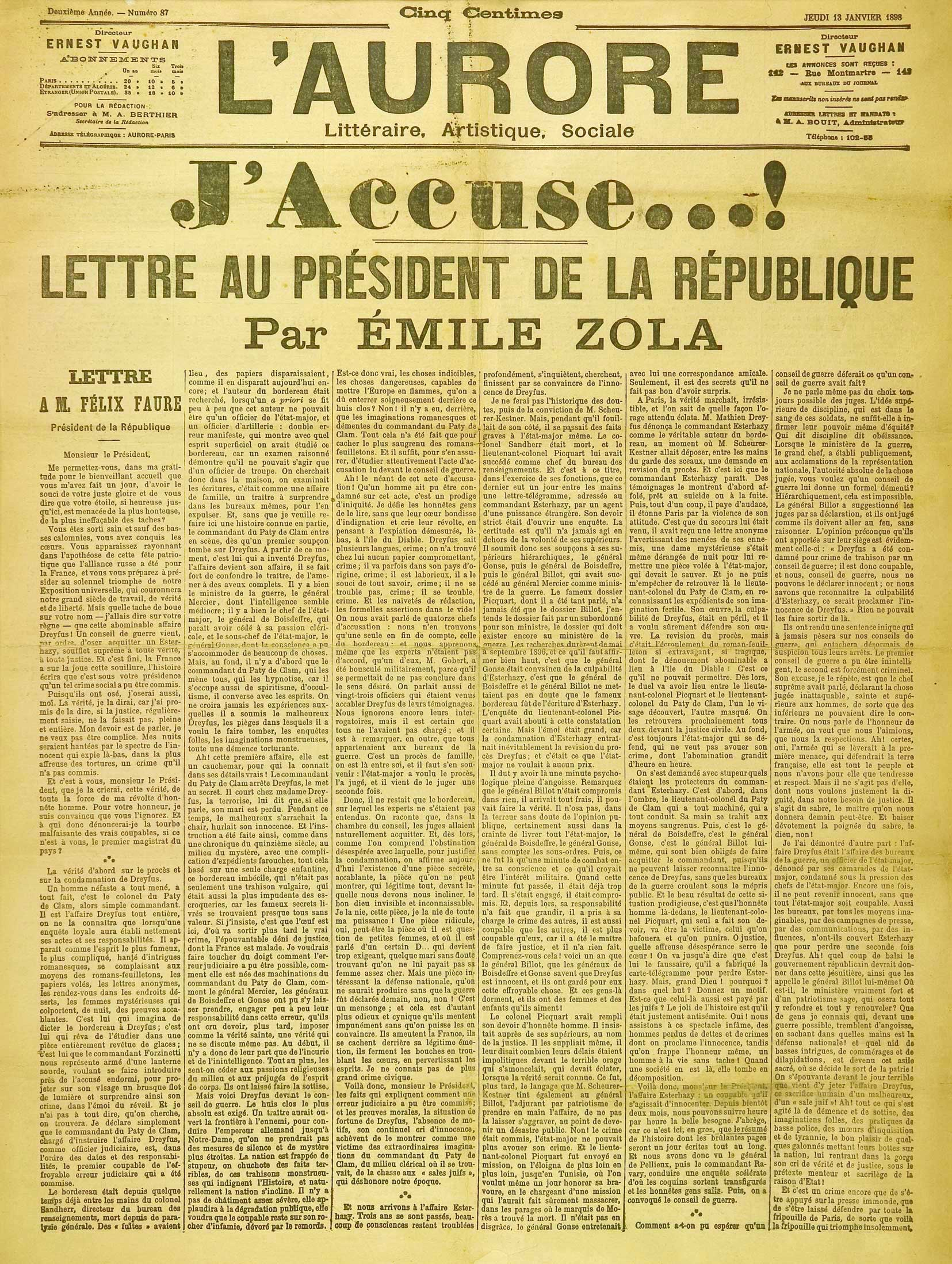
'나는 고발한다' 격문이 실린 로로르 신문(1898년 1월 13일 목요일).

나는 고발한다(프랑스어: J'accuse)는 신문 로로르(L’Aurore)지 1898년 1월 13일자에 실린 글로 에밀 졸라가 대통령(펠릭스 포르)에게 보내는 공개서한 형식을 취하고 있다. 에밀 졸라는 3일 전에 드레퓌스 사건의 진범인 에스테라지 소령이 조작된 증거와 졸속 재판을 통해 무죄석방 된 것에 대해 격노하며 이 글을 썼다. 그는 이 글을 통해 정부와 군부를 비판하고 재판과 관련하여 불의를 저지른 자들을 대중에게 고발하며 사건의 진실을 알리고자 했다.
이 글이 실린 '로로르' 신문은 평소보다 10배 이상인 30만 부가 팔려 나갔으며 사회적 파장은 가히 폭발적이었다. 프랑스 사회는 드레퓌스 사건의 재심을 요구하는 재심요구파와 재심반대파로 분열되었고, 준내전 사태에 이를 정도로 양진영은 본격적으로 격렬한 투쟁에 돌입하였다. 시위, 폭동, 테러, 폭력사태, 유혈충돌이 빈번하였고 정치 쟁점화되면서 프랑스 제3공화국의 존립마저 흔들렸다.
이 글의 원제목은 '공화국 대통령에게 보내는 편지'인데 <로로르>의 편집장인 조르주 클레망소의 권유에 따라 '나는 고발한다'라는 제목으로 바뀌었다. 이 서한에서 졸라는 대통령 펠릭스 포르를 거론하면서, 프랑스 제3공화국 정부의 반유대주의와 드레퓌스의 부당한 구속수감을 비난하였다. 졸라는 여러 사법적 오류와 증거의 부족을 지적하였다.
에밀 졸라는 이 글로 인하여 군부로부터 중상모략이라는 이유로 고소당한 뒤 유죄를 선고받았으며 신변위협이 지속되자 영국으로 망명하였다. 드레퓌스 사건 관련하여 증거조작의 주범이었던 앙리 중령이 1898년 8월 자살하고 진범 에스테라지가 도주하자 상황은 급반전되었다. 재심반대파 세력이 크게 위축되었고 1899년 6월 고등법원에 의해 드레퓌스 사건 재심 진행이 결정된 후에야 귀국할 수 있었다. 드레퓌스는 1899년 9월 재심에서 다시 유죄(10년형)를 선고받았으나 특별사면으로 석방되었으며 1906년에 다시 진행된 재심을 통해 무죄와 함께 복권되어 군에 복직하였다. 안타깝게도 에밀 졸라는 이 소식을 미처 듣지 못하고 1902년 9월 의문의 가스 중독 사고로 사망했다.

## 개요
서한은 신문 제1면에 대문짝만하게 실렸으며, 프랑스 국내외에 큰 논란을 일으켰다. 여러 지식인과 신문사 <르 피가로> 등이 드레퓌스의 무죄와 에스테라지 범인설을 주장했지만 반유대주의에 휩싸인 가톨릭 세력과 보수 언론들은 '드레퓌스는 죽어라'는 등의 폭언을 일삼았다.
프랑스의 모든 사회가 반유대주의 사상에 물들어 흘러갈 때 졸라는 이 편지를 통해 드레퓌스의 무죄를 주장하고 드레퓌스에게 죄를 뒤집어씌운 군부 세력을 비판했다. 이후 아나톨 프랑스, 에밀 뒤르켐, 마르셀 프루스트, 클로드 모네와 같은 예술가, 과학자, 교수들이 드레퓌스 사건 재심 청원서에 서명하면서 드레퓌스 재심 운동이 불붙었다.
졸라는 이 글을 쓴 이후 명예훼손 혐의로 기소되어 1898년 7월에 유죄 판결을 받고 영국으로 망명하였으며, 1899년 6월에 고등법원에서 드레퓌스 재심진행이 결정된 후에 귀국하였다. 1899년 9월 9일 드레퓌스의 간첩혐의에 대한 재심이 열렸으나 10년형이 선고되었으며 같은 달 19일에 드레퓌스는 대통령 특사로 석방되었다.
그 후 지식인들의 끈질긴 요구에 의해 1904년에 드레퓌스에 대한 재심이 청구되었고, 마침내 드레퓌스는 1906년 무죄가 선고되어 모든 혐의를 벗고 복권되어 소령 진급과 함께 육군에 복직했다.

## 기타
드레퓌스의 무죄를 주장한 다른 문건으로는 베르나르 라자르의 《정의의 유산》(1896년 11월), 장 조레스의 《증거》 등이 있다. 본 서한이 워낙 유명해졌기 때문에, 심지어 영어에서도 ‘나는 고발한다’(J'accuse!)는 표현은 누군가 강력한 존재에 맞서 격분·비난할 때 포괄적인 표현으로 사용된다.

## 같이 보기
- 드레퓌스 사건
- 에밀 졸라
- 장 조레스